# Розчинність гірських порід
Розчинність гірських порід (рос. растворимость горных пород, англ. solubility of rocks; нім. Auflösbarkeit f der Gesteine) – здатність гірської породи утворювати з іншими речовинами однорідні системи (розчини), в яких розчинена речовина знаходиться у вигляді молекул чи йонів. Вимірюється концентрацією розчиненої речовини в насиченому розчині. Розчинність виражають у відсотках, а також відношенням маси або об’єму гірської породи до загального об’єму системи. Розчинність гірських порід залежить від температури.